# Rotspröding
Rotspröding (Psathyrella longicauda) är en svampart som beskrevs av P. Karst. 1891. Rotspröding ingår i släktet Psathyrella och familjen Psathyrellaceae.  Arten är reproducerande i Sverige. Inga underarter finns listade i Catalogue of Life.